# Lichoslavl

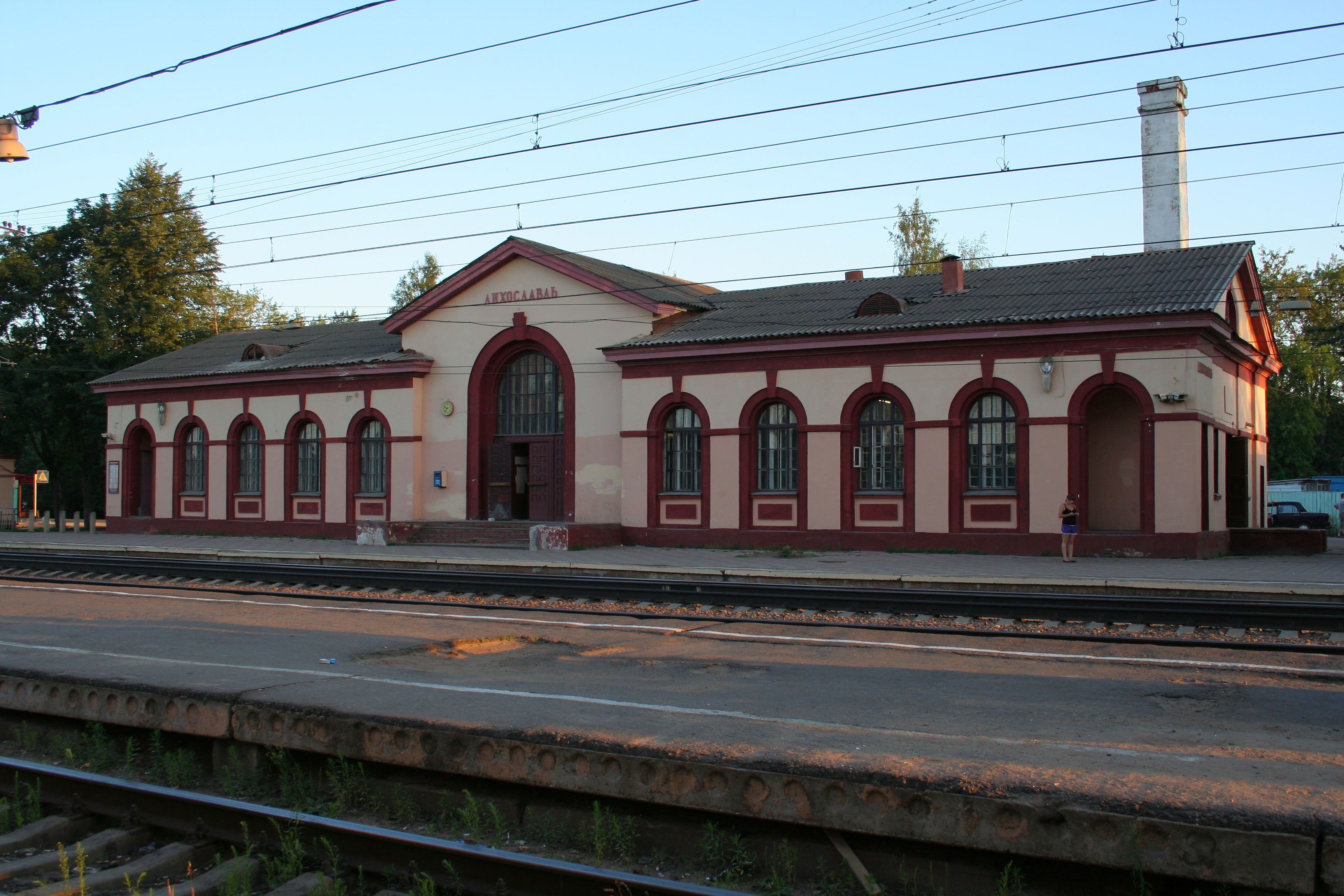
Järnvägsstationen i Lichoslavl.

Lichoslavl (ryska: Лихосла́вль) är en stad i Tver oblast i Ryssland. Staden ligger 40 km nordväst om Tver och hade 12 025 invånare i början av 2015.